# Neubabelsberg

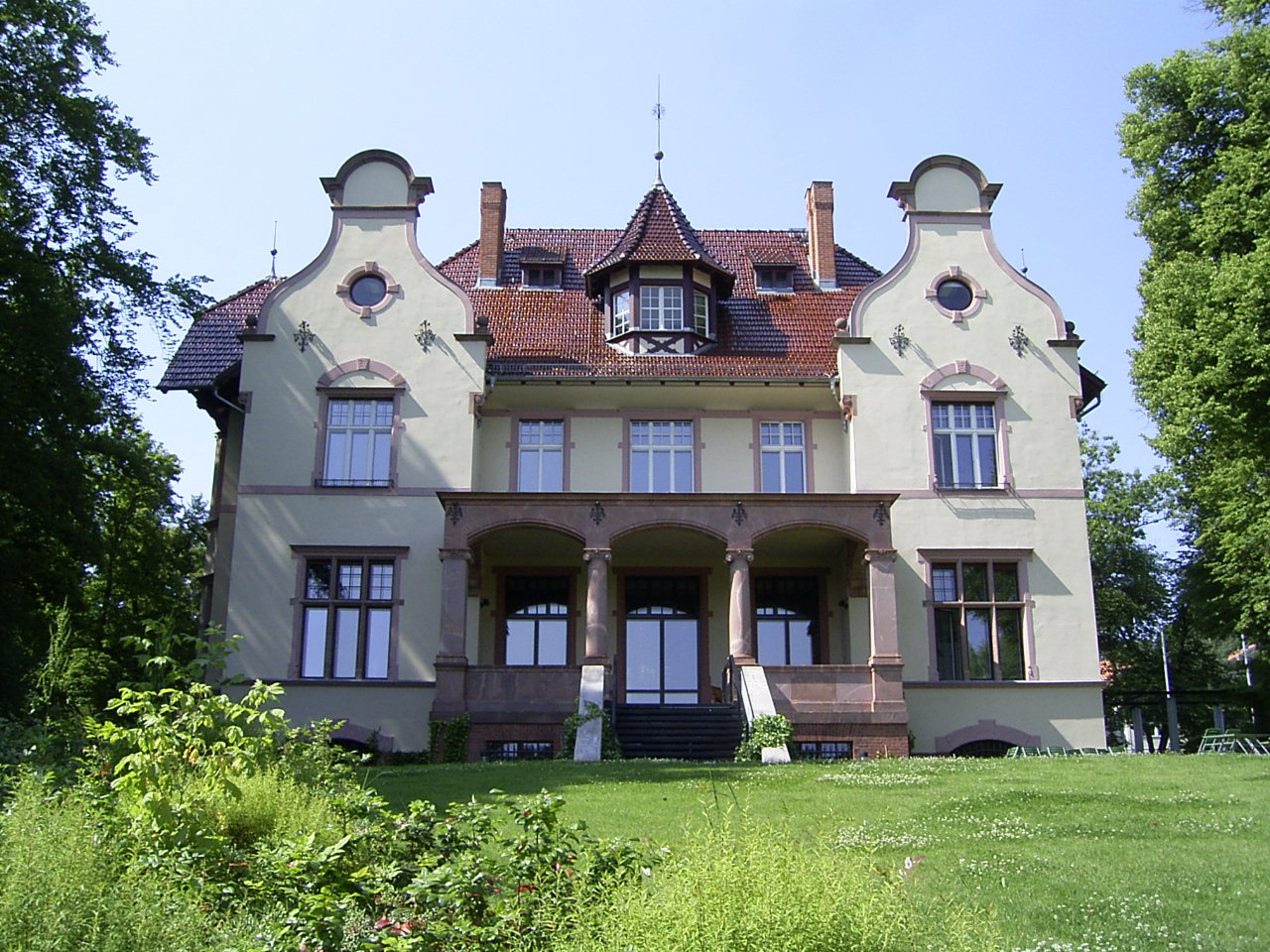
Trumanvillan, där atombombningen av Nagasaki beordrades av president Truman.

Neubabelsberg är ett bostadsområde i stadsdelen Babelsberg i östra delen av staden Potsdam i Brandenburg, Tyskland. Området uppfördes under slutet av 1800-talet och början av 1900-talet som en exklusiv villaförort där rika Berlin- och Potsdambor lät uppföra stora villor. Sedan 1939 ingår området i staden Potsdam.

## Historia
Den första villan var Villa Stern som uppfördes för köpmannen Siegbert Stern.
I samband med att UFA förlade sin filmproduktion till Studio Babelsberg under Weimarrepubliken, kom Neubabelsberg att bli ett populärt bostadsområde för tyska filmstjärnor som Marika Rökk, Lilian Harvey och Willy Fritsch, och filmstudiorna hade även gästbostäder i området som användes av stjärnor som Heinz Rühmann och Marlene Dietrich. Många kända arkitekter ritade villor i området, bland andra Ludwig Mies van der Rohe, Hermann Muthesius och Alfred Grenander, och arkitektfirman Peter Behrens med Walter Gropius, Adolf Meyer och Le Corbusier var också verksam här. 
Under Nazityskland konfiskerades många av villorna i området från judiska ägare. 1938 slogs Neubabelsberg ihop med den angränsande staden Nowawes för att bilda staden Babelsberg, men redan 1939 blev Babelsberg i sin tur en stadsdel i Potsdam. 1944 planerade kretsen omkring Claus Schenk von Stauffenberg och Henning von Tresckow 20 juli-attentatet mot Adolf Hitler i von Tresckows villa, där också bomben som användes vid attentatet i Wolfsschanze monterades.
Vid Potsdamkonferensen på slottet Cecilienhof efter Berlins ockupation 1945 användes flera villor i området som bostäder för de allierade delegationerna. Winston Churchill, Josef Stalin och Harry Trumans villor har sedan dess namn efter de allierade ledarna. Churchillvillan  ritades av Mies van der Rohe före första världskriget och är idag Hasso Plattners privatbostad. Trumanvillan var platsen där atombombningen av Nagasaki beordrades av Truman. Villan är idag säte för den liberala politiska Friedrich Naumann-stiftelsen. Stalinvillan ritades av den svensk-tyske arkitekten Alfred Grenander och är idag säte för Berlin-Brandenburgs byggindustriförbund.
Under ockupationen av Tyskland mellan 1945 och 1990, då Potsdam låg i den sovjetiska ockupationszonen, gick gränsen mot den amerikanska sektorn i Västberlin genom Griebnitzsee, och mellan 1961 och 1989 skiljde Berlinmuren området från sjöns strand. Sedan Tysklands återförening 1990 har många rättsprocesser omkring återlämnandet av villorna till tidigare ägare uppstått, och fortfarande på 2000-talet är ägandeförhållandena kring många av villorna oklara, medan andra villor står tomma.